# Audi A1
L'Audi A1 (nome progetto interno Typ 8X) è una berlina a 2 volumi compatta del segmento B, prodotta dalla casa automobilistica tedesca Audi a partire dal 2010. Nel 2018 ne è stata presentata la seconda serie.

## Prima generazione (8X; 2010-2018)

### Presentazione

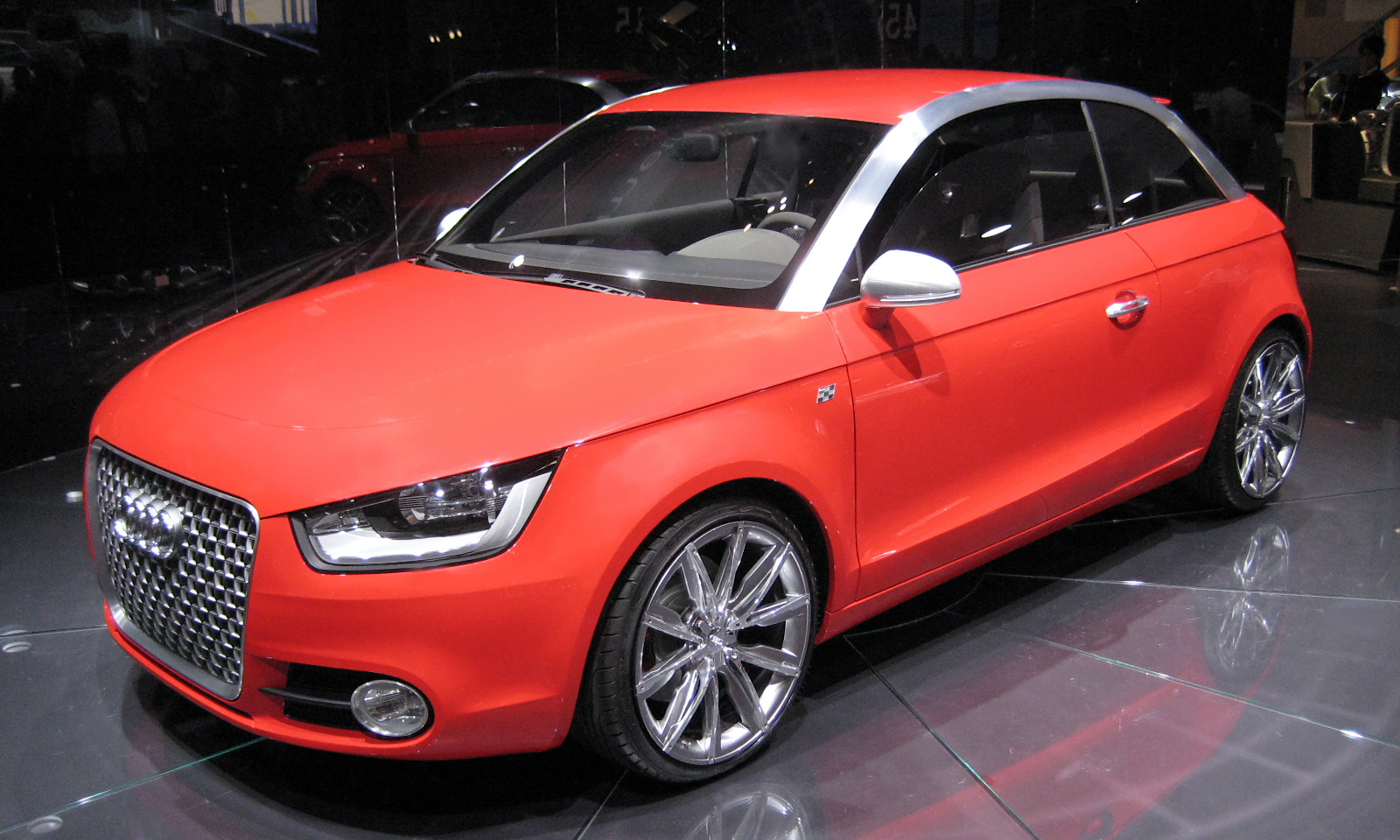
La Audi A1 Metroproject Quattro

La A1 è una vettura compatta a due volumi e tre porte che la Audi ha creato principalmente per contrastare il successo di Mini, Citroën DS3 e Alfa Romeo MiTo. Ha fatto la sua prima apparizione attraverso la concept Metroproject Quattro nel 2007 al Tokyo Motor Show.
Le vendite del primo modello sono incominciate in Europa nell'estate del 2010. La presentazione in Italia è ufficialmente avvenuta nel settembre 2010.

### Profilo
Il modello definitivo è stato presentato ufficialmente il 2 marzo 2010 al Salone dell'automobile di Ginevra. Le motorizzazioni disponibili al lancio erano il 1.4 TFSI da 122 CV in versione con emissioni a 122 g/km e a 119 g/km e il 1.6 TDI da 105 CV. Nell'estate 2010 è stato introdotto il 1.2 TFSI da 86 CV. A dicembre 2010 viene lanciata la variante sportiva del 1.4 TFSI, con una potenza di 185 CV, cambio S-Tronic. A giugno 2010 viene messo in commercio il 1.6 TDI da 90 CV che adegua la gamma alle esigenze dei neopatentati grazie al favorevole rapporto peso/potenza. Ad agosto 2011 fa il suo debutto il 2.0 TDI da 143 CV con cambio manuale a 6 marce, il cui scopo è principalmente creare concorrenza commerciale alla Mini Cooper SD. A ottobre 2011 viene introdotto il cambio automatico S-Tronic sul 1.6 TDI da 90 CV, che va a colmare la lacuna di una motorizzazione diesel con cambio automatico. L'auto è stata presentata con una particolare colorazione bicolore rosso con montanti argento in contrasto, soluzione simile a quella adottata dalla Citroën con il modello C3 Pluriel del 2003, in questo caso però i montanti non sono asportabili.

### Tecnica
Il pianale utilizzato è il PQ25, lo stesso usato dalla Volkswagen Polo Mk5 (2009) e SEAT Ibiza Mk4 (2008). Si tratta di una evoluzione del precedente pianale PQ24. Le sospensioni anteriori sono a schema MacPherson, mentre al retrotreno troviamo una struttura a ponte interconnesso. La trazione è anteriore con Start&Stop (tranne per la 1.4 185 CV TFSI e per la 1.6 TDI 90 CV S-Tronic) e dispositivo di recupero dell'energia in fase di frenata.

### Cambio
L'Audi A1 è disponibile con un cambio manuale a 5 o 6 marce, o con un cambio automatico robotizzato S-Tronic, rielaborazione in chiave Audi del DSG prodotto dalla Volkswagen.

### A1 Sportback

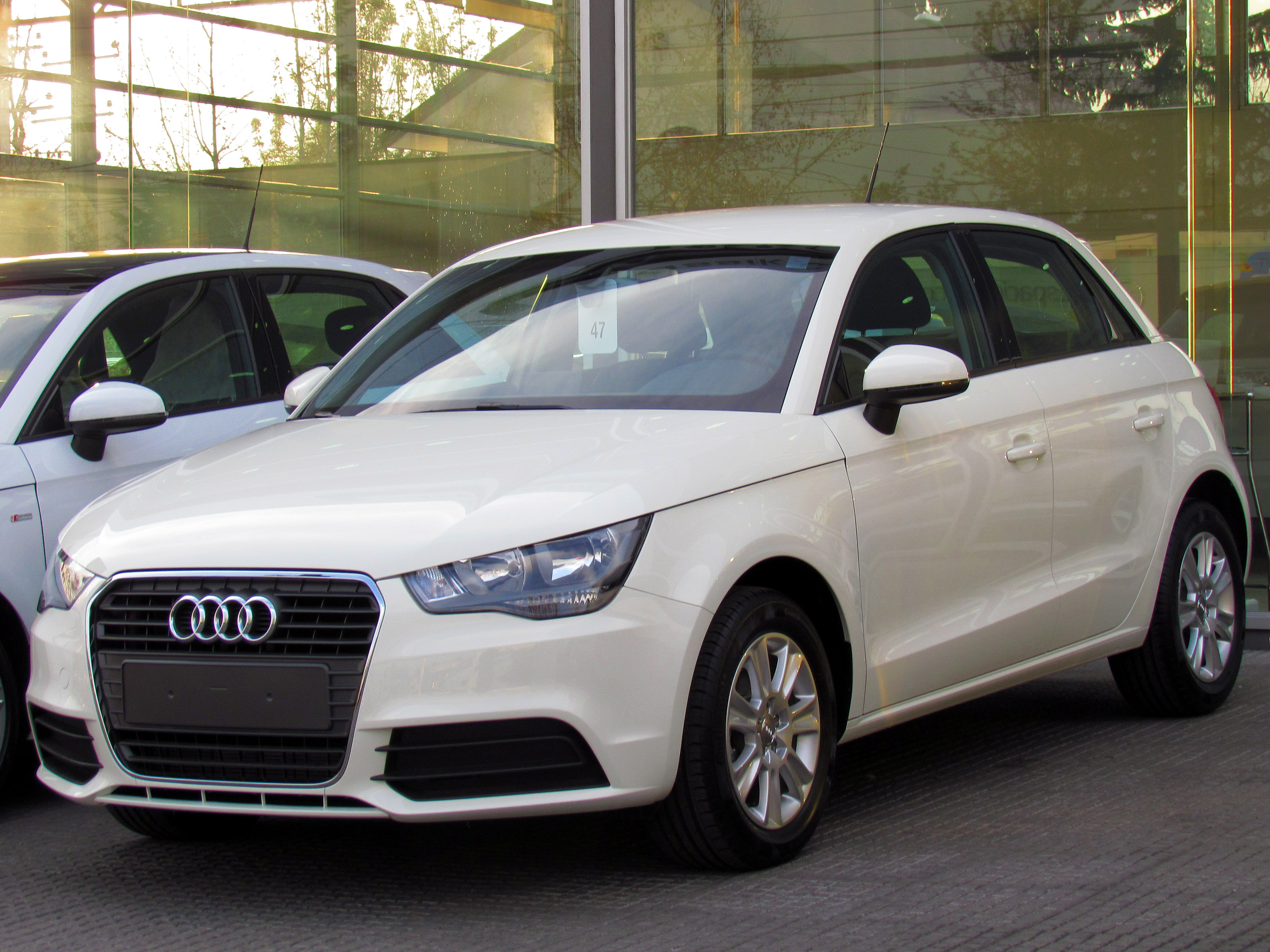
Una Audi A1 Sportback

Il 18 novembre 2011 viene presentata la variante a 5 porte, denominata A1 Sportback. La Sportback è leggermente più ampia rispetto alla 3 porte, il montante posteriore è meno spinto e inclinato per favorire abitabilità e l'altezza nella parte posteriore, mentre la lunghezza rimane sostanzialmente invariata.

### Audi A1 Clubsport Quattro

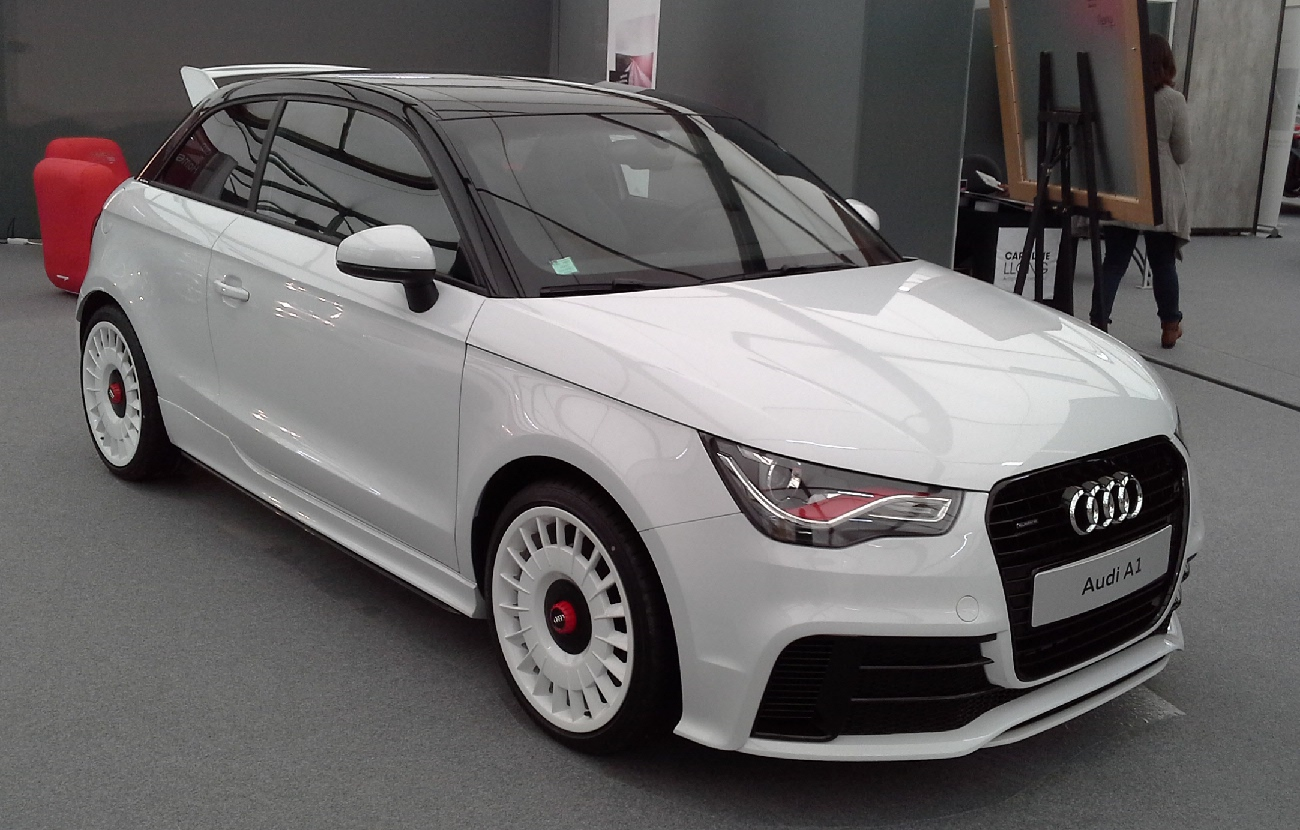
Una Audi A1 Clubsport Quattro

Nell'autunno del 2012, l'Audi ha offerto una serie limitata a 333 esemplari in edizione speciale chiamata A1 Clubsport Quattro. Questo allestimento è stato progettato come il modello di punta e sportivo della A1 di serie con un motore a benzina da 2.0 litri con turbocompressore da 256 CV di potenza erogati a 6000 giri e 350 Nm di coppia erogati tra i 2500 a 4500 giri. L'accelerazione da 0 a 100 km/h avviene in 5,7 secondi e la velocità massima si attesta sui 245 km/h. Nella dotazione standard è inclusa la trazione integrale, fari allo xeno, interni in pelle Nappa con sedili sportivi, cerchi in lega bianchi da 18 pollici. Il modello era disponibile solo nella versione a tre porte e solo con la vernice in bianco e nero. Il prezzo originale era di circa 49.900 €.

### Restyling del 2015
Nel gennaio 2015, tutta la gamma A1 viene sottoposto a un restyling. Tutti i motori soddisfano la norma antinquinamento Euro 6, in primo luogo per i motori a due 1.0 TFSI ultra e 1.4 TDI ultra tre cilindri utilizzati dalla A1. Il turbo 1.4 TFSI da 185 CV è sostituito dal 1.8 TFSI da 192 CV. Inoltre, ora viene utilizzato un nuovo servosterzo elettromeccanico. Esteticamente si differenzia per i nuovi fari anteriori e posteriori a LED e per la parte inferiore dei paraurti sia anteriori che posteriori che ora hanno una linea più spigolosa e squadrata rispetto alle vecchie A1 che erano più rotondi e semplici.

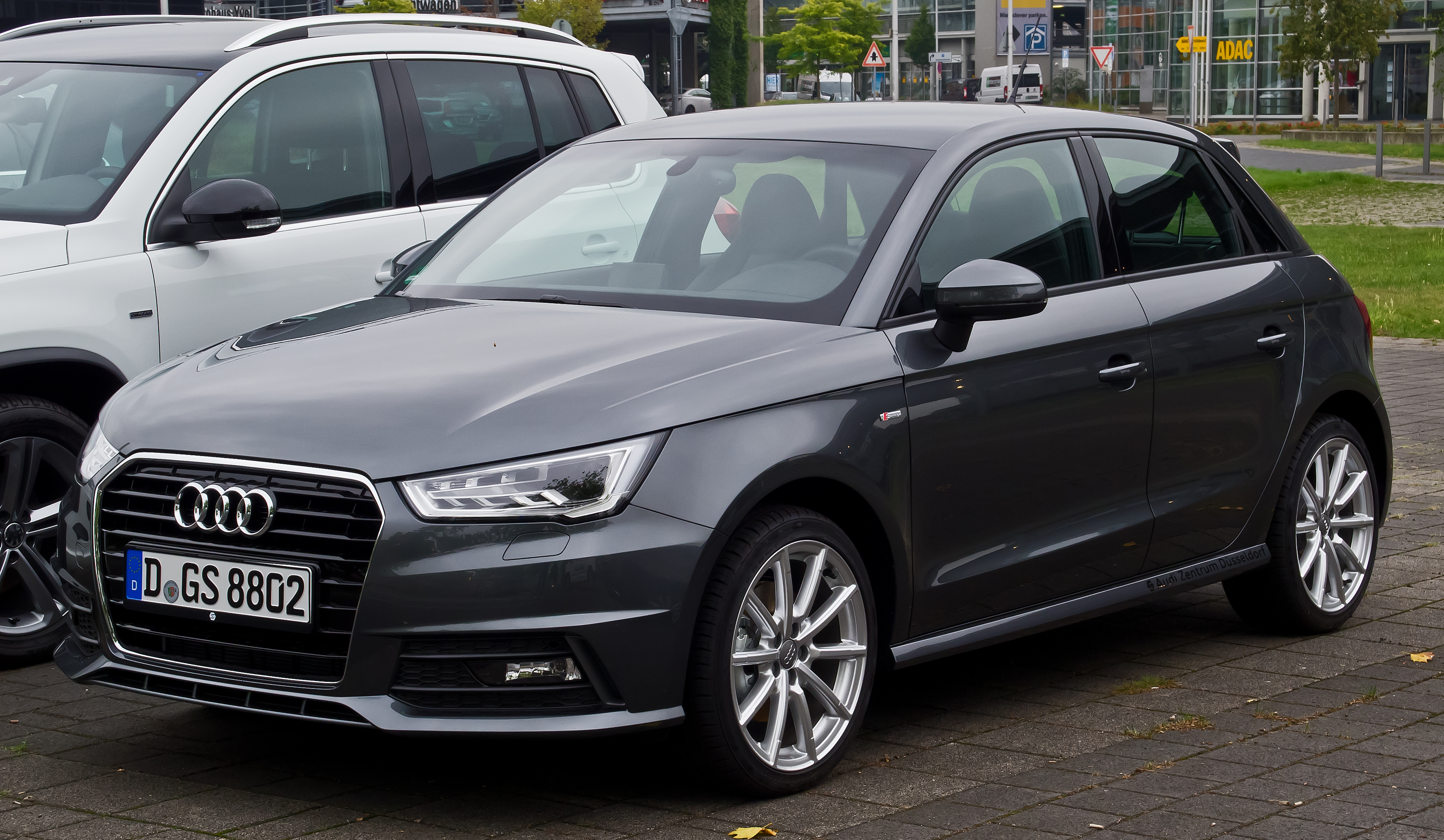
Restyling 2015

### S1

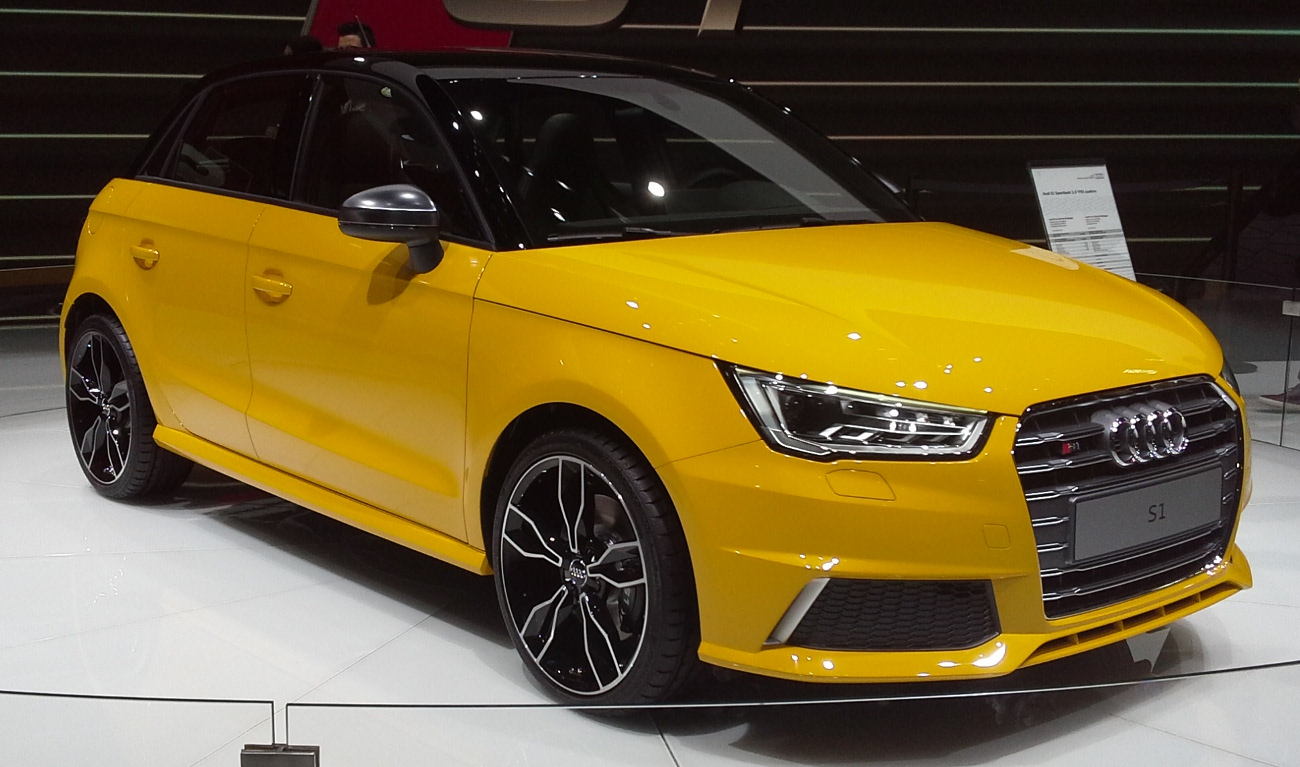
Una Audi S1

Audi S1 è, tranne che per la versione limitata speciale A1 quattro, la più potente variante della A1. Anticipata dalla Audi A1 Sport quattro nel 2014 e presentata al Salone di Ginevra 2014 , è basata sulla A1 restyling del 2015 ed è disponibile sia a tre porte e che Sportback. Il nome S1 era stato usato in passato dall'Audi per un altro modello, nella versione da competizione e da rally della Audi Sport quattro.
La S1 usa il motore 2.0 TFSI da 231 CV e 370 Nm di coppia, lo stesso della Volkswagen Golf GTI settima serie e in comune con la SEAT Leon Cupra, ma sulla SEAT il motore eroga 280 CV. La S1 è dotata della trazione integrale quattro e di un cambio manuale a 6 marce. Le dimensioni esterne vengono aumentate per meglio adattare l'auto alla maggiore potenza; la lunghezza cresce fino a 3.975 millimetri, la larghezza tocca i 1.746 mm e l'altezza arriva a 1.423 mm, mentre il passo rimane invariato a 2.469 millimetri. Il peso a vuoto cresce a 1390 kg causa del maggior peso del motore, della trazione integrale e dei vari organi meccanici. Lo 0 a 100 viene coperto in 5.8 secondi e la velocità massima è autolimitata a 250 km/h.
 La trazione integrale funziona con un sistema idraulico a frizione a lamelle sull'asse posteriore. Il blocco del differenziale elettronico frena le ruote interne per garantire una migliore maneggevolezza. Alcuni componenti del sistema frenante come i dischi freno sono stati aumentati a causa della maggiore potenza. Il servosterzo elettromeccanico è più sportivo. I supporti del telaio anteriore sono stati modificati e viene fornito nella parte posteriore una sospensione che al posto del ponte torcente ha una sospensione a quattro bracci. Con l'aggiunta della trazione integrale e le modifiche al telaio nella parte posteriore, il volume di carico si è ridotto rispetto alla A1 standard di 60 litri passando a 210 con i sedili in uso e 860 litri con gli schienali dei sedili posteriori abbattuti.

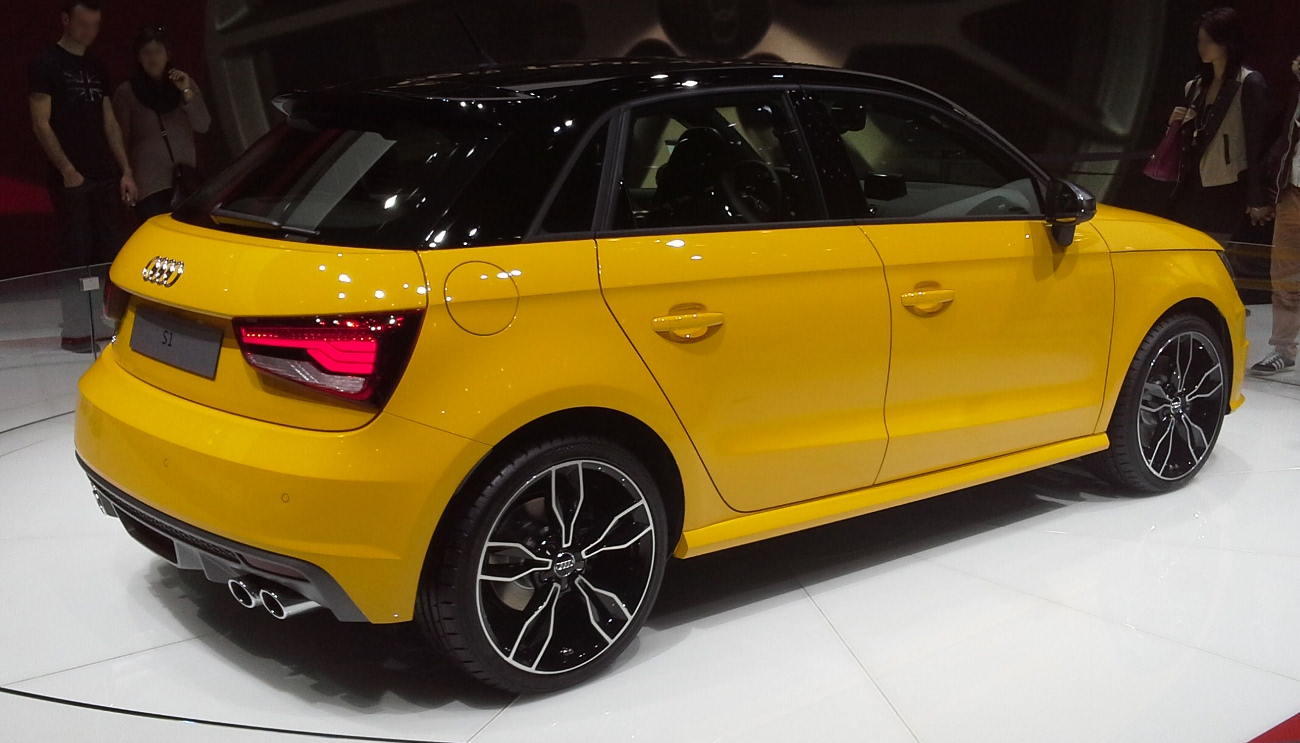
Vista posteriore

Essa si distingue esteticamente per un piccolo finto estrattore posteriore in plastica grigia che integra i caratteristici quattro terminali di scarico cromati posteriori, vernice bicolore, cerchi in lega specifici di ampio diametro esclusivi per la S1 e per i paraurti anteriore con una griglia più ampia e un paraurti posteriore rivisto e più sportivo rispetto agli altri modelli della gamma A1. La S1 si colloca tra le compatte sportive come sono la Opel Corsa E OPC (207 CV), Mini John Cooper Works (231 CV), Citroën DS3 Racing (207 CV) e la Volkswagen Polo R WRC stradale (220 CV), ma nella sua categoria è l'unica ad avere la trazione integrale mentre le altre sono tutte a trazione anteriore.

### Motorizzazioni
| Modello                | Disponibilità    | Motore  | Cilindrata cm³ | Potenza         | Coppia max Nm/rpm | Emissioni CO2 (g/km) | 0–100 km/h (secondi) | Velocità max (km/h) | Consumo medio (km/l) |
| 1.0 TFSI               | dal 2015         | Benzina | 999            | 70 kW (95 CV)   | 160/1500-3500     | 97-102               | 11                   | 186                 | 23                   |
| 1.2 TFSI               | dal 2010 al 2015 | Benzina | 1197           | 63 kW (86 CV)   | 160/1500-3500     | 118                  | 11,7                 | 180                 | 19,6                 |
| 1.4 TFSI               | dal 2010 al 2015 | Benzina | 1390           | 90 kW (122 CV)  | 200/1500-4000     | 124                  | 8,9                  | 203                 | 18,9                 |
| 1.4 TFSI S Tronic 119g | dal 2010 al 2015 | Benzina | 1390           | 90 kW (122 CV)  | 200/1500-4000     | 119                  | 8,9                  | 203                 | 19,2                 |
| 1.4 TFSI               | dal 2015         | Benzina | 1395           | 92 kW (125 CV)  | 200/1400-4000     | 112-118              | 8,9                  | 204                 | 20                   |
| 1.4 TFSI CoD           | dal 2015         | Benzina | 1395           | 110 kW (150 CV) | 250/1500-4000     | 109                  | 7,8                  | 215                 | 21,3                 |
| 1.4 TFSI S Tronic      | dal 2010 al 2015 | Benzina | 1390           | 136 kW (185 CV) | 250/2000-4500     | 139                  | 6,9                  | 227                 | 16,9                 |
| 1.8 TFSI S Tronic      | dal 2015         | Benzina | 1798           | 141 kW (192 CV) | 250/1250-5300     | 129                  | 6,8                  | 234                 | 16,9                 |
| 1.4 TDI ultra          | dal 2015         | Diesel  | 1422           | 66 kW (90 CV)   | 230/1500-2500     | 89-95                | 11,4                 | 182                 | 29,4                 |
| 1.6 TDI 90             | dal 2010 al 2015 | Diesel  | 1598           | 66 kW (90 CV)   | 230/1500-2500     | 99                   | 11,4                 | 182                 | 26,3                 |
| 1.6 TDI 105            | dal 2010 al 2015 | Diesel  | 1598           | 77 kW (105 CV)  | 250/1500-2500     | 103                  | 10,5                 | 190                 | 25,6                 |
| 1.6 TDI 116            | dal 2015         | Diesel  | 1598           | 85 kW (116 CV)  | 250/1500-3250     | 92-97                | 9,4                  | 200                 | 27,7                 |
| 2.0 TDI                | dal 2010 al 2015 | Diesel  | 1968           | 105 kW (143 CV) | 320/1750-2500     | 108                  | 8,2                  | 217                 | 24,4                 |

1. 1 2  3 cilindri
2. ↑  Cylinder on Demand.

## Seconda generazione (GB; dal 2018)

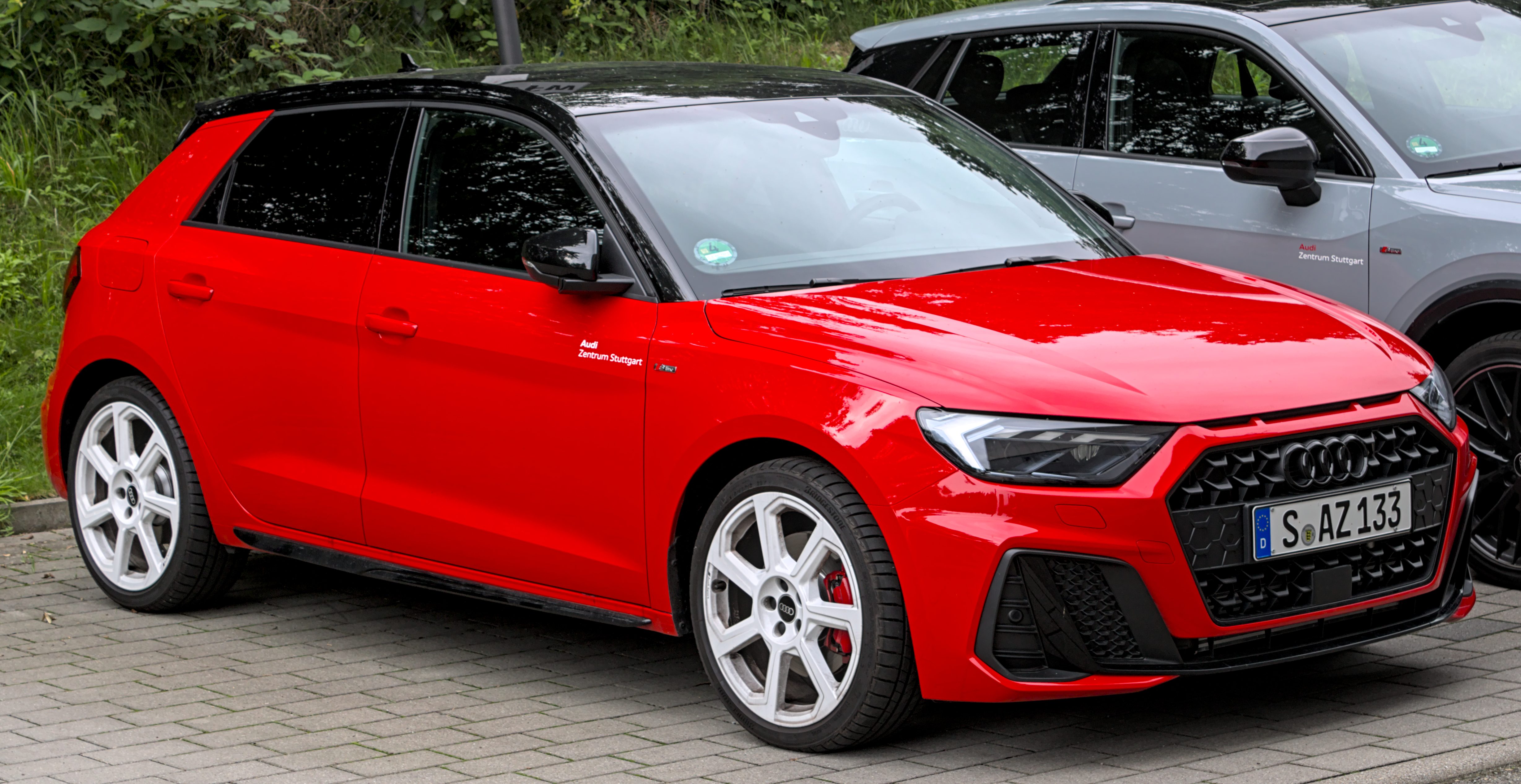
Audi A1 seconda serie

La seconda generazione di Audi A1 sfrutta la piattaforma MQB A0 (condivisa con VW Polo e SEAT Ibiza), che migliora lo spazio interno. La versione a 3 porte e le varianti a gasolio non sono più disponibili, rimanendo la sola 5 porte con alimentazione a benzina. L'abitacolo diventa più tecnologico grazie ad Audi Virtual Cockpit, la strumentazione digitale, infotainment compatibile con Android Auto e Apple CarPlay e connettività 4G LTE. Tra le tecnologie di questo modello sono disponibili i sistemi di sicurezza attiva tra cui Front Assist e City Emergency Braking, la frenata automatica con riconoscimento dei pedoni.
Per quanto riguarda la sicurezza automobilistica, la seconda serie è stata sottoposta a crash test dell'Euro NCAP nel 2019, ottenendo nuovamente il risultato di 5 stelle.

### Motorizzazioni
A differenza del modello precedente, la seconda generazione dell'A1 non offre motorizzazioni diesel.
| Modello          | Anno | Cilindrata cm³ | Emissioni CO2 (g/km) | Potenza         |
| 25 TFSI 5-marce  | 2018 | 999            | 107                  | 70 kW (95 CV)   |
| 25 TFSI S tronic | 2018 | 999            | 111-109              | 70 kW (95 CV)   |
| 30 TFSI 6-marce  | 2018 | 999            | 111-109              | 85 kW (116 CV)  |
| 30 TFSI S tronic | 2018 | 999            | 112-111              | 85 kW (116 CV)  |
| 30 TFSI 6-marce  | 2021 | 999            | 126-121              | 81 kW (110 CV)  |
| 30 TFSI S tronic | 2021 | 999            | 135-130              | 81 kW (110 CV)  |
| 35 TFSI S tronic | 2018 | 1498           | 117                  | 110 kW (150 CV) |
| 40 TFSI S tronic | 2021 | 1984           | 136                  | 147 kW (207 CV) |